# شرم كلا (هرازبي الجنوبي)
شرم کلا (بالفارسية: شرم‌کلا) هي قرية تقع في إيران في قسم هرازبي الجنوبی الريفي. يقدر عدد سكانها بـ 839 نسمة بحسب إحصاء 2016.